# Batalla del Katzbach
La batalla del Katzbach, librada el 26 de agosto de 1813, fue un combate de las Guerras napoleónicas entre los ejércitos del Primer Imperio francés bajo el mando del mariscal Etienne MacDonald y el ejército ruso-prusiano de la Sexta Coalición liderados por el mariscal y conde prusiano Gebhard von Blücher.  Ocurrió en medio de una fuerte tormenta eléctrica en el río Katzbach entre Wahlstatt y Legnica en la provincia prusiana de Silesia. Tuvo lugar el mismo día que la Batalla de Dresde, dando como resultado, la victoria de la coalición.

## Batalla

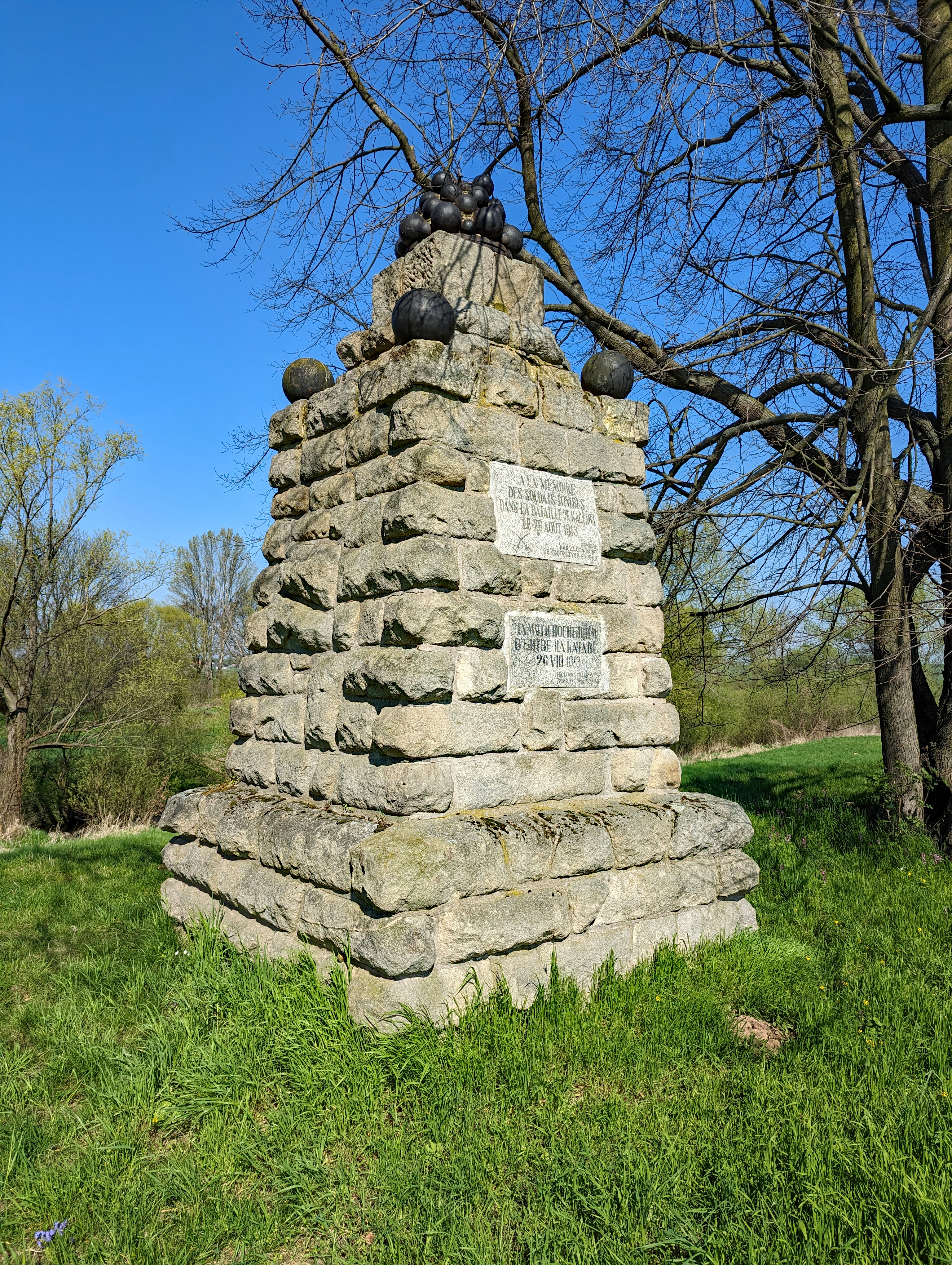
Monumento a la batalla

Los dos ejércitos, casi iguales en proporción numérica, se enfrentaron unos contra otros, después de que MacDonald cruzara el creciente río. En medio de la confusión y la fuerte lluvia, MacDonald pareció recuperarse primero. A pesar de que sus órdenes eran proteger el flanco de la fuerza principal de Napoleón de Blücher, MacDonald decidió atacar. Envió dos tercios de su ejército, es decir, cerca de 60.000 hombres, en un intento de flanquear rusos-prusianos por la derecha. Pero la confusión reinó nuevamente cuando las columnas francesas se vieron demasiado lejos para apoyarse mutuamente.
Entretanto, los otros 30.000 soldados del ejército de MacDonald, que se suponía que debían mantenerse firmes ante las fuerzas de la Coalición, fueron reducidos con un contraataque de la caballería pesada prusiana. Sin apoyo o refuerzo, los franceses inmediatamente se vieron obligados a retirarse con muchos soldados huyendo a través del río, en el cual miles murieron ahogados. En el lado francés se estima que 13.000 soldados murieron o resultaron heridos y otros 20.000 fueron capturados. Entre las pérdidas de Blücher fueron cerca de 4.000.
Más allá de las bajas en el combate, la posición estratégica francesa había sido debilitada. Esto, acompañado de las derrotas en Kulm, cuatro días más tarde, y en Dennewitz el 6 de septiembre, sería más que negar la victoria de Napoleón en Dresde.
Debido a su victoria, Blücher recibió el título de "Príncipe de Wahlstatt" el 3 de junio de 1814.
La batalla dio oriegen a un refrán alemán, ahora obsoleto: "Der geht ran wie Blücher un der Katzbach!" (" Está avanzando como Blücher en Katzbach!"), en referencia a Blücher y describiendo un comportamiento vigoroso, enérgico.